# Departament de Còrcira
El departament de Corcira fou un departament francès creat el 7 de novembre de 1797 amb les illes de Corfú, Paxos, Antipaxos i la fortalesa continental de Parga. El departament va desaparèixer amb l'ocupació russa conclosa el 3 de març de 1799. Fou restaurat de fet el 20 de juliol de 1807 quan les illes Jòniques foren retornades a França i constituït formalment el 13 de setembre de 1807. El 8 d'octubre de 1809 va passar a dependre de les Províncies il·líries. L'octubre de 1810 els britànics van ocupar les illes Paxos. El 26 de juny de 1814 el governador francès de Corfú va entregar l'illa als britànics.